# シェーン・ガラース
シェーン・ガラス（Shane Gaalaas、1967年8月8日 - ）は、カナダアルバータ州イニスフェイル出身、アメリカロサンゼルス在住のドラマー。現在は、アメリカと日本の双方で活動中。

## 人物
マイク・ヴァーニーの仲介で知り合ったグレン・ヒューズやジョー・リン・ターナー、ビリー・シーン、イングヴェイ・マルムスティーン、マイケル・シェンカー、ヴィニー・ムーア、ウリ・ジョン・ロートら著名なミュージシャンのレコーディングやコンサートツアーなどのサポート・ドラマーを務めている。また、自身のバンド「ディーゼル・マシーン」や「コズモスクアッド」でも精力的に活動し、数々のアルバムをリリースしている。ドラム演奏の他、ギターの弾き語りも行う。
日本では、B'zのサポート・ドラマーとしての活動が知られている（詳しくは下記を参照）。
レッド・ホット・チリ・ペッパーズのドラマーであるチャド・スミスとは知り合いで、B'zのシングル「イチブトゼンブ/DIVE」のレコーディングの際、サポート・ドラマーにチャドを紹介したのもシェーンである。また、2人がスポンサー契約を結んでいる楽器メーカー「パール」のカタログの中には、仲睦まじいツーショットが掲載されている。
親日家である。熊本城に1万円以上を寄付した「一口城主」の1人であり、天守内にはシェーンの名前が書かれた札がかけられている。日本食も好んでおり、特に定番である一汁三菜の朝食（ごはん、味噌汁、焼きのり、納豆、焼き鮭、卵料理、漬物など）が好きであるという。
好きな映画は、「エクソシスト」「ウェディング・クラッシャーズ」。

## B'zとの関係
2002年からサポートメンバーとして、ドラムとパーカッションなどを担当。2007年以降、「FRICTION」を皮切りに英語の歌詞制作に携わっている。B'zが2011年にアメリカ公演で披露した英語バージョンの「Brotherhood」は現在も音源化されていないものの、シェーン自身のソロアルバムにて先行してセルフカバーされている（なお、作詞クレジットはシェーン単独である）。
稲葉浩志のソロ活動にもたびたび参加しており、2010年にはアルバム「Hadou」に参加し同年のソロツアーのサポート・メンバーにも起用されている。2015年にはシングル「羽」の初回盤BD/DVDに収録された「Receive You(Reborn)」に於いてB'z関連作品では初となる全演奏・編曲を共に手掛けた。
アルバム『Primer』では、B'zの「裸足の女神」の日本語カバーに挑戦している。その時のPVで、シェーンが使用しているギターは、松本孝弘が長年愛用してきたギブソンのゴールドトップである。PV中では、ギター背面のコントロールカバーにフェラーリのステッカーが貼られているのを僅かながら確認できる。また、アルバムには稲葉がブルースハープで参加している。
また、B'zのサポート・ベーシストのバリー・スパークスとは、先述のマイケル・シェンカー・グループが発表した1996年のアルバム「Written in the Sand」でもリズム隊としてセッションしていた。1994年には共に来日公演にも参加している。
2015年、6月13日から行われるB'zのスタジアムツアーに参加するため、5日に成田空港に降り立った際、テレビ東京のバラエティ番組『YOUは何しに日本へ?』の取材を受けた。その時の模様は同年7月13日に放送された。
2019年1月、夏に行われるB'zのライブツアーの詳細が発表され、ツアーメンバーが一新されることが明らかになった。この件について、同年1月22日に自身のFacebookにて、17年に亘ったサポートメンバーから離れる心情を綴った。
2024年、稲葉のライブツアー『Koshi Inaba LIVE 2024 〜en-Zepp〜』と『Koshi Inaba LIVE 2024 〜enⅣ〜』に参加。ツアーの合間を縫い、7月1日に東京、8日に大阪でドラムクリニックを開催した。
2024年12月31日、第75回NHK紅白歌合戦（NHK総合・ラジオ第1）にドラマーとして参加。事前収録の「イルミネーション」および生放送で「LOVE PHANTOM」と「ultra soul」に参加した。その後2025年に行われる『B'z presents UNITE #02』にB'zのサポートドラマーに復帰。

### 参加公演
| 参加年        | 参加公演                                          |
| ------------- | ------------------------------------------------- |
| 2002年        | B'z LIVE-GYM 2002 "GREEN 〜GO★FIGHT★WIN〜"        |
| 2002年        | B'z LIVE-GYM 2002 "Rock n' California Roll"       |
| 2003年        | B'z LIVE-GYM The Final Pleasure "IT'S SHOWTIME!!" |
| 2003年        | B'z LIVE-GYM 2003 "BANZAI IN NORTH AMERICA"       |
| 2003年        | B'z LIVE-GYM 2003 "BIG MACHINE"                   |
| 2005年        | B'z LIVE-GYM 2005 "CIRCLE OF ROCK"                |
| 2006年        | B'z LIVE-GYM 2006 "MONSTER'S GARAGE"              |
| 2007年        | B'z SHOWCASE 2007 -19-                            |
| 2007年        | B'z SHOWCASE 2007 -B'z In Your Town-              |
| 2008年        | B'z LIVE-GYM 2008 "ACTION"                        |
| 2008年        | B'z LIVE-GYM Pleasure 2008 -GLORY DAYS-           |
| 2009年        | B'z SHOWCASE 2009 -B'z In Your Town-              |
| 2010年        | B'z LIVE-GYM 2010 "Ain't No Magic"                |
| 2010年        | Koshi Inaba LIVE 2010 〜enII〜                    |
| 2011年        | B'z LIVE-GYM 2011 -long time no see-              |
| 2011年        | B'z LIVE-GYM 2011 -C'mon-                         |
| 2012年        | B'z LIVE-GYM 2012 -Into Free-                     |
| 2012年        | B'z LIVE-GYM 2012 -Into Free- EXTRA               |
| 2013年        | B'z SHOWCASE 2013 -Pleasure75-                    |
| 2013年        | B'z LIVE-GYM Pleasure 2013 -ENDLESS SUMMER-       |
| 2015年        | B'z SHOWCASE 2015 -下関有頂天NIGHT-               |
| 2015年        | B'z LIVE-GYM 2015 -EPIC NIGHT-                    |
| 2015年        | B'z LIVE-GYM 2015 -epic night-                    |
| 2015年        | B'z SHOWCASE 2015 -品川有頂天NIGHT-               |
| 2017年        | B'z SHOWCASE 2017 -必殺日置人-                    |
| 2017年        | B'z SHOWCASE 2017 -B'z In Your Town-              |
| 2017年-2018年 | B'z LIVE-GYM 2017-2018 “LIVE DINOSAUR”            |
| 2018年        | B'z SHOWCASE 2018 -The Wall Of Rock-              |
| 2018年        | B'z LIVE-GYM Pleasure 2018 -HINOTORI-             |
| 2018年        | B'z PARTY Presents B'z Pleasure in Hawaii         |
| 2024年        | Koshi Inaba LIVE 2024 〜en-Zepp〜                 |
| 2024年        | Koshi Inaba LIVE 2024 〜enⅣ〜                     |
| 2025年        | B'z presents UNITE #02                            |

## ディスコグラフィー

### ソロ作品
|        | 発売日        | タイトル                        | 品番      | 備考                                                            |
| ------ | ------------- | ------------------------------- | --------- | --------------------------------------------------------------- |
| 1st    | 2003年6月25日 | Primer                          | ZACB-8003 |                                                                 |
| 2nd    | 2005年4月6日  | HINGE                           | ZACB-9003 |                                                                 |
| ライヴ | 2006年6月21日 | Live In Osaka                   | ZACB-9024 | 同年9月24日、大阪・hills パン工場でのライヴの模様を収録したもの |
| 3rd    | 2013年6月21日 | Ascend                          | ZACG-9001 |                                                                 |
| 4th    | 2015年4月1日  | Bitter Suites from the Red Room | ZACG-9003 |                                                                 |

### DVD・VHS
- Live & Video Clips（2005年8月31日）
- パーフェクト・ロック・ドラミング（2009年4月20日）

### 参加作品
- Magnum Opus - Yngwie Malmsteen（1995年6月21日）
- Written In The Sand   - Michael Schenker Group（1996年）
- The Michael Schenker Story Live - Michael Schenker Group（1997年）
- Cosmosquad - Cosmosquad（1997年）
- Permanent Mark - John West（1998年）
- The Unforgiven - Michael Schenker Group（1999年）
- The Unforgiven World - Michael Schenker Group（1999年）
- Forces Of Nature - Artension（1999年）
- The Maze - Vinnie Moore（1999年）
- Live! - Vinnie Moore（1999年）
- Shedding Skin - Jeff Kollman（1999年）
- Machine - Artension（2000年）
- Torture Test - Diesel Machine（2001年）
- Transcendental Sky Guitar - Uli Roth（2001年）
- MS2000: Dreams And Expressions - Michael Schenker（2001年）
- Live At The Baked Potato - Cosmosquad（2002年）
- Squadrophenia - Cosmosquad（2002年）
- HTP - Hughes Turner Project（2002年）
- 熱き鼓動の果て - B'z（2002年）
- HTP 2 - Hughes Turner Project（2003年）
- BIG MACHINE - B'z（2003年）
- THE CIRCLE - B'z（2005年）
- MONSTER - B'z（2006年）
- ACTION - B'z（2007年）
- BURN -フメツノフェイス- - B'z（2008年）
- Hadou - 稲葉浩志（2010年）
- MAGIC - B'z（2010年）
- C'mon - B'z（2011年）
- GO FOR IT, BABY -キオクの山脈- - B'z（2012年）
- B'z - B'z（2012年）
- Singing Bird - 稲葉浩志（2014年）
- EPIC DAY - B'z（2015年）
- RED - B'z（2015年）
- 羽 - 稲葉浩志（2016年）
- DINOSAUR - B'z（2017年）
- NEW LOVE - B'z（2019年）
- Bluesman - 松本孝弘（2020年）
- first death - TK from 凛として時雨（2022年）[9]
- Self-Education - Theo van Niel Jr.（2023年）
- STARS - B'z（2023年）